# Chartreuse du Reposoir
La chartreuse du Reposoir (lat. : Repausatorium) est un ancien monastère chartreux situé sur le territoire de la commune éponyme, dans le département de la Haute-Savoie, en région Auvergne-Rhône-Alpes.
Situés dans la vallée du Foron du Reposoir, dans un cirque boisé au bord d'un petit lac, les bâtiments bordant la rivière sont dominés par la chaîne du Reposoir à l'est et la chaîne du Bargy au nord-ouest. L'établissement est fondé en 1151 par le chartreux Bienheureux Jean d'Espagne et occupé continûment jusqu'à la Révolution française, puis entre 1866 et 1901. L'ancienne chartreuse abrite depuis 1932 une communauté de religieuses carmélites et s'appelle aujourd'hui Monastère du Carmel du Reposoir. La chartreuse est classée au titre des monuments historiques.

## Historique

### Fondation

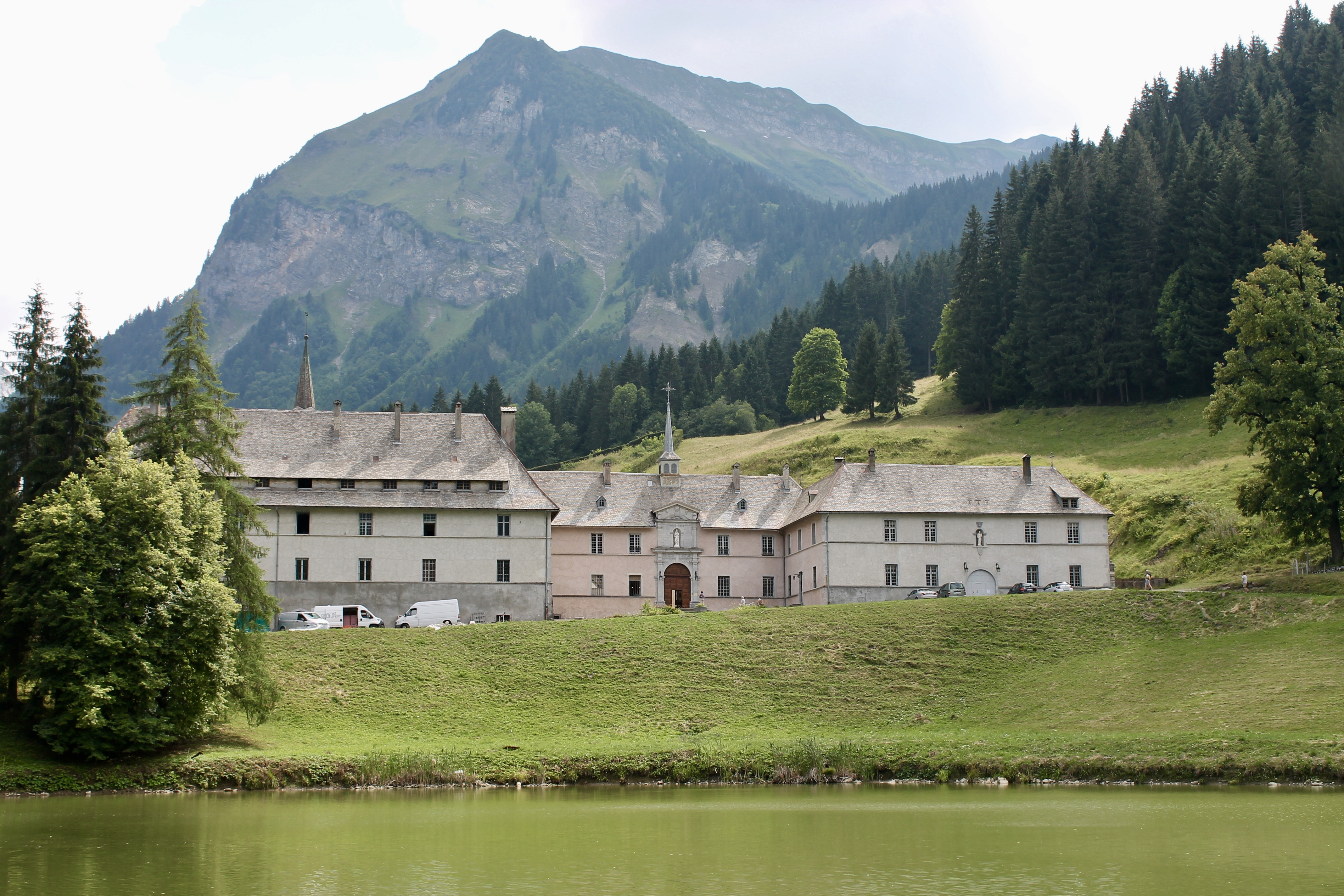
Vue de la Chartreuse du Reposoir depuis les berges du lac ; en arrière-plan, la pointe d'Almet (2 232 m).

Avant son départ pour la deuxième croisade, en 1147, Aymon Ier de Faucigny fait une donation à des moines pour qu'ils s'installent en Faucigny. À son retour, il précise que ceux-ci s'installeront sur la rive gauche du Brevon. Ils s'installent sur les terres de la vallée du Béol, mais les difficultés rencontrées sur le site (climat, faune, inondation des torrents), leur font abandonner le projet. Il faut attendre quelques décennies plus tard pour que le chartreux Jean d'Espagne réinvestisse le site qui prendra le nom de Reposoir. Aymon de Faucigny rédige cette fois-ci un acte en date du 11 des calendes de février, soit le 22 janvier 1151, selon certaines sources dans l'une des résidences des sires de Faucigny à Châtillon-sur-Cluses.

Extrait de l'acte signé par Aymon et Jean, sous les auspices de l'évêque de Genève Arducius de Faucigny, frère d'Aymon, et en présence de Aymon de Sales, vicaire d'Arducius : 

« Moi, Aymon de Faucigny, je désire depuis longtemps et ardemment l'établissement d'une maison de Chartreux dans mes domaines. Pour arriver à cette fin, je ne me suis épargné aucune peine. J'ai multiplié auprès des Supérieurs de l'Ordre, mes démarches et mes prières, auxquelles j'ai associé mes amis. aujourd'hui, par la grâce de Dieu qui regarde les bons désirs des cœurs et les accomplit, je touche enfin au but de mes efforts !
Je donne à l'Ordre des Chartreux, en possession entière et perpétuelle, avec pleine exemption de toutes charges et servitudes, la vallée dite de Béol, qui s'ouvre au nord-est sur le bassin de l'Arve. Donation à laquelle j'entends que soient attachés au bénéfice des Chartreux tel et tel privilèges (amodiation, albergement)... Je leur ai fait toutes ces faveurs afin qu'ils ne soient aucunement empêchés dans leurs saintes coutumes et manières de vivre, et que Dieu tout-puissant fasse miséricorde à mon âme, ainsi qu'à toute ma descendance et succession. »

— Texte consultable à la Chartreuse
La vallée du Béol, dans laquelle s'installent les chartreux, portera désormais le nom de Reposoir, d'après le mot de Jean d'Espagne lors de la vue de cet endroit. Il aurait dit « Hic est repausatorium meum ! » (« C'est ici mon reposoir ! »), en découvrant le lieu. En latin médiéval, repositorium signifie « le repos de l'âme ».
Henri de Faucigny essaya de reprendre une partie des donations faites par son père, mais se rétracte et confirme celles-ci en 1185,.
Aymon II de Faucigny, sous la tutelle de Nantelme de Miolans, confirme durant son règne les différentes donations faites (1202, 1210).

### Jean d'Espagne
Entré dans les ordres à l'âge de 19 ans, Jean, originaire de Salamanque (?) en Espagne, arrive à l'âge de 28 ans au Reposoir et trouve les traces des premières installations des moines. Il souhaite réinvestir ce lieu et en faire un monastère. Il meurt le 11 juin 1160. On l'enterre rapidement au Reposoir à l'extérieur de la clôture. Son corps est exhumé sous l'impulsion de Charles-Auguste de Sales, évêque d'Annecy-Genève et neveu de Saint François de Sales, le 8 septembre 1649. Les restes du saint homme sont déposés dans une cassette, puis dans une châsse. Il est béatifié le 14 juillet 1864 par un décret du pape Pie IX.

### Possessions
Les donations d'Aymon de Faucigny comptent ainsi l'ensemble de la vallée de Béol, ainsi qu'une somme d'argent conséquente. Les chartreux disposent ainsi de vignes (auxquelles s'ajoutent celles de la Crête offerte par Rodolphe de Lucinge), des terres et d'alpages dans les actuelles communes de Scionzier, Saint-Hippolyte, Magland, ainsi que sur le versant genevois appartenant aux paroisses du Grand-Bornand, Thônes et Veyrier. Hugues de Faucigny, Dauphin de Vienne et seigneur de Faucigny, fait don en 1316 de la montagne de Chérente.

### Restauration
Soumise aux intempéries du climat montagnard et ayant subi les crues des deux Foron, la chartreuse est restaurée en 1671. Toutefois, les bâtiments continuent à se délabrer et une partie brûle durant l'hiver 1705.

### Période contemporaine
- avril 1793 : la Révolution condamne les moines à l'exil ; le Directoire du district de Cluses devient propriétaire et transforme la Chartreuse en annexe de la salpêtrière de Cluses
- 27 octobre 1795 : rachat au Directoire du district par Jean-Pierre Veradier de l'Ardèche
- 2 janvier 1797 : rachat en indivision par 17 fermiers du Reposoir
- 4 août 1803 : Le Reposoir devient une paroisse[10]
- 1846 : les Chartreux reviennent au Reposoir
- 14 septembre 1847 : les Chartreux rachètent une partie des biens confisqués à l'exception des biens rachetés par la paroisse
- 28 décembre 1848 : Le Reposoir devient une commune, détachée de Scionzier
- 18 mars 1850 : en échange de l'abandon par la paroisse de ses droits sur le monastère, les Chartreux s'engagent à construire une église, un presbytère et un cimetière au lieu-dit Praz Riand
- 21 novembre 1850 : consécration de l'église par Monseigneur Rendu
- 1855 : Les chartreux sont à nouveau chassés par la loi du ministre piémontais Rattazzi décrétant la suppression des ordres monastiques
- 1866 : Retour des chartreux après le rattachement de la Savoie à la France
- 27 septembre 1901 : Expulsion des Chartreux à la suite de la loi Waldeck-Rousseau du 1er juillet 1901 sur les associations et les congrégations non autorisées
- 9 décembre 1905 : séparation de l'Église et de l'État ; les biens ecclésiastiques devenus propriété de l'État sont vendus à la famille Casaï
- 1907 : un consortium germano-suisse transforme l'ensemble en hôtel de luxe, l'« Hôtel de la Chartreuse »
- 28 novembre 1910 : Classement aux monuments historiques de l'entrée et du portail[11]
- 27 août 1922 : l'abbé Duparc, curé du Reposoir, rachète le bâtiment à la demande de Mère Marie de Jésus (à la ville Marquise Alessandra di Rudini)
- 15 octobre 1932 : trente ans après le départ des Chartreux, les Carmélites commencent leur vie en clôture
- 3 février 1995 : Classement aux monuments historiques de l'ensemble des bâtiments[11]

## Description
La chartreuse forme un carré orienté d'occident vers l'orient, et réunit dans son enceinte ce qu'on appelait, à l'origine, la Correrie qui était séparée du monastère.
Le grand cloître fait le tour de toutes les maisonnettes des Pères Chartreux ; ses voûtes, en bec de sifflet, pénètrent dans les murs sans appui. C'est par là que chaque moine rejoint son habitation. Les cellules des Pères constituent le carré au nord et au midi et l'achèvent au levant. Le mur de clôture relie celles du nord les unes aux autres ; au midi et à l'est, elles s'en détachent. Au pied de chacune s'étend un parterre de forme carrée. Sur le mur d'en face est fixée une grande croix noire, que le cénobite aperçoit nécessairement quand il jette les yeux au dehors.
Les cellules sont indiquées par une lettre de l'alphabet. À côté de la porte, il y a un petit guichet où le solitaire vient chercher ses vivres. S'il a besoin d'autres choses, il n'a qu'à déposer là un mot avec la lettre de sa cellule. Le lit est en forme d'armoire, la literie se compose d'une paillasse de grosse toile, d'un traversin, de draps et de quelques couvertures de laine qui remplacent la peau de mouton d'autrefois. À côté du lit se trouve l'oratoire, composé d'une stalle et d'un prie-Dieu, où le religieux récite la plus grande partie des offices.
Au couchant de ce cloître se situent l'église, la salle du chapitre et le petit cloître datant du XVIe siècle et restauré en 1929. Sa construction est attribuée à la libéralité de la Maison de Savoie dont les armes figurent parmi les seize clés de voûte polychromes. Ce cloître est formé de quatre galeries couvertes entourant une cour. Chaque arcade en cintre brisé donnant sur la cour est subdivisée en un réseau de trois petits arcs polybés et de remplages flamboyants. Les gros piliers carrés, la proscription systématique du décor sculpté et le refus de la verticale donnent à cet édifice du gothique tardif une allure trapue, lourde et austère. Les voûtes sur croisée d'ogives, caractéristiques de l'architecture gothique, s'appuient sur deux arcs ogivaux qui se croisent en diagonale. Ces voûtes et ces arcs sont composés de claveaux, pierres taillées en forme de coins, s'appuyant les unes sur les autres. La clef de voûte est le claveau central placé au sommet d'une voûte et bloquant les autres pierres dans la position voulue.
L'église dont la première pierre a été posée par Aymon Ier de Faucigny, frère d'Ardutius de Faucigny, évêque de Genève, est de style ogival. Le long de la muraille nord de l'église se trouvent la chapelle du Bienheureux Jean d'Espagne (maintenant sacristie intérieure) et la chapelle Saint Antoine (sacristie extérieure pour les prêtres aujourd'hui).

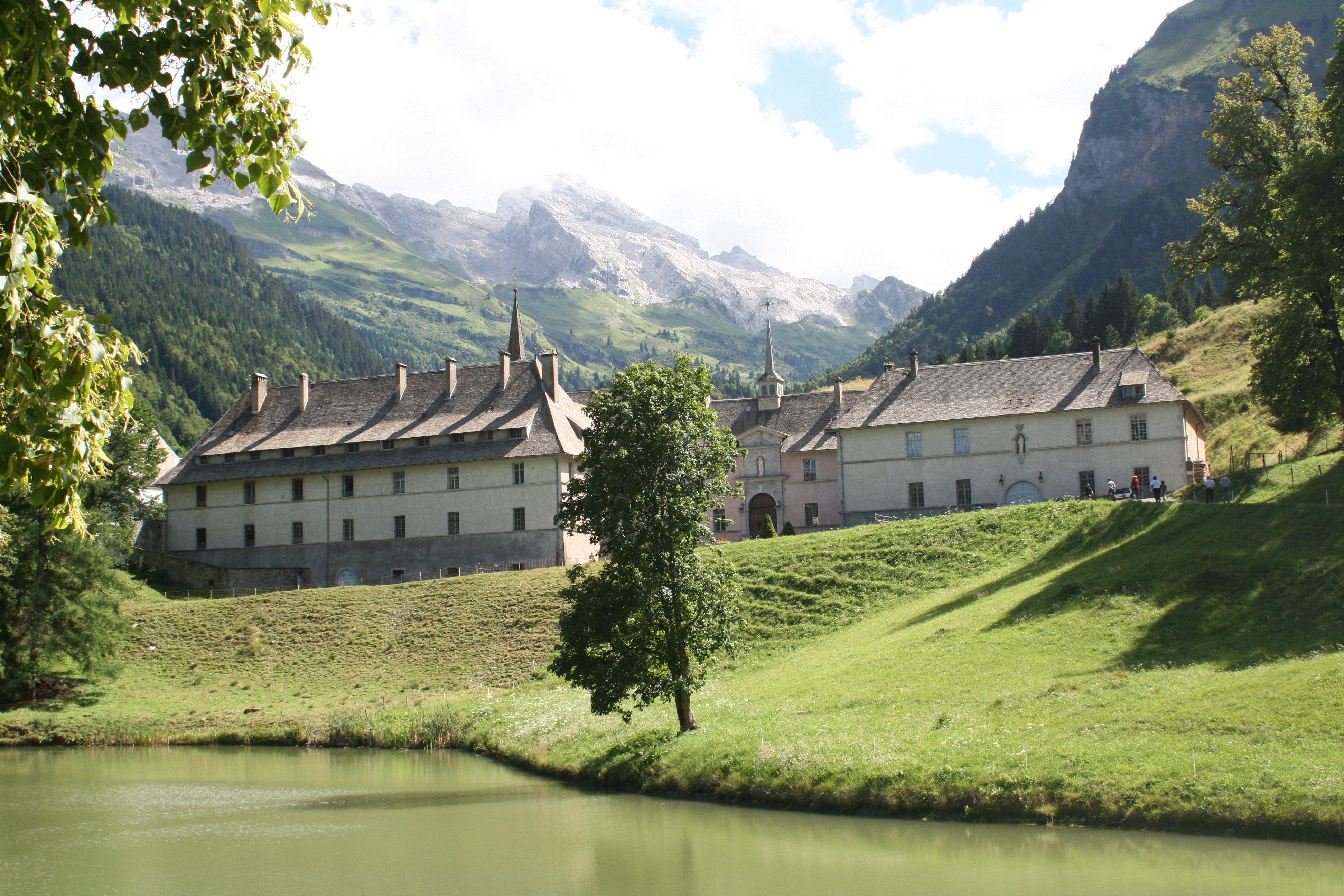
Vue du lac.
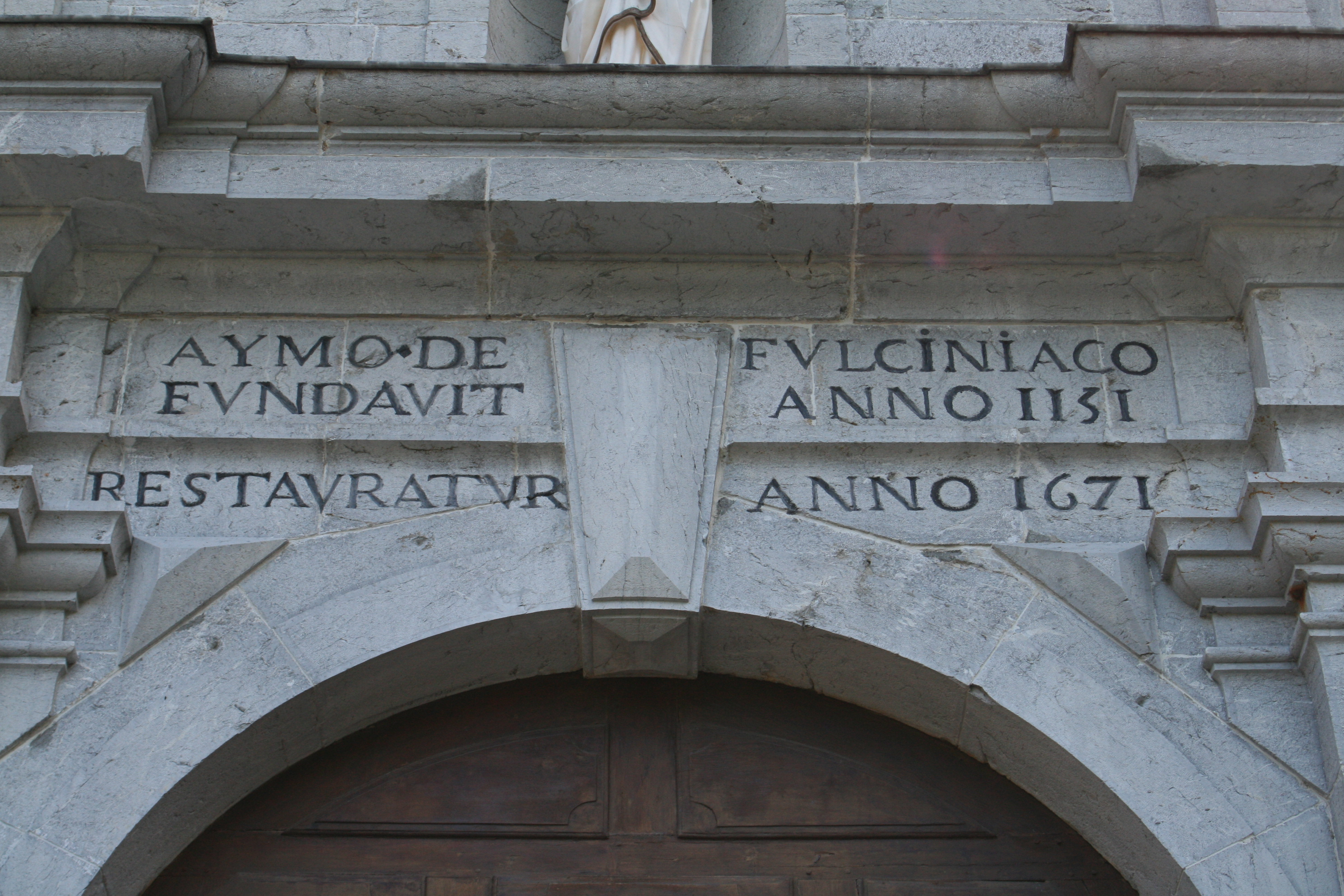
Inscription sur le fronton: Fondée par Aymon de Faucigny en 1151. Restaurée en 1671.
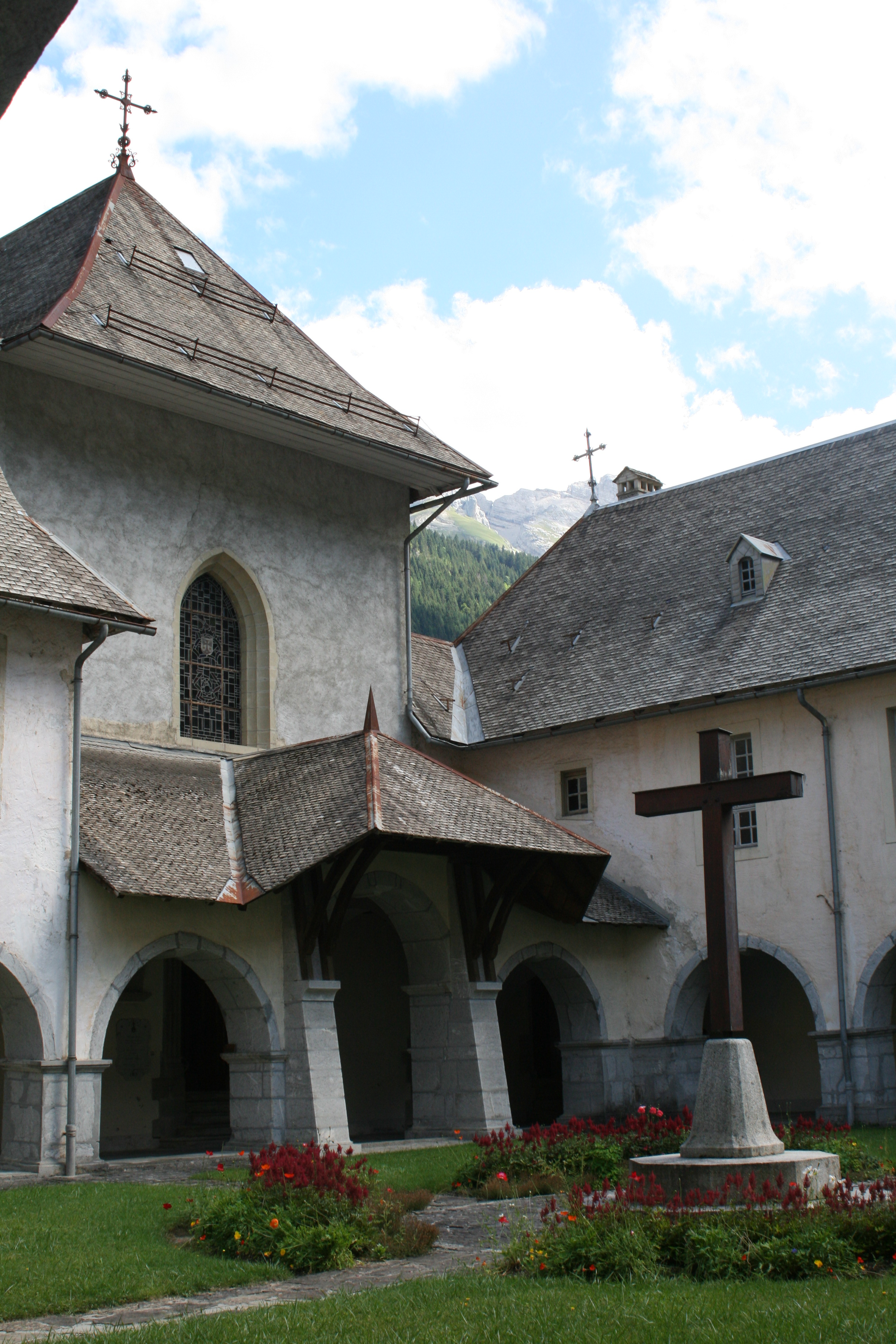
Grand cloître de la Chartreuse.
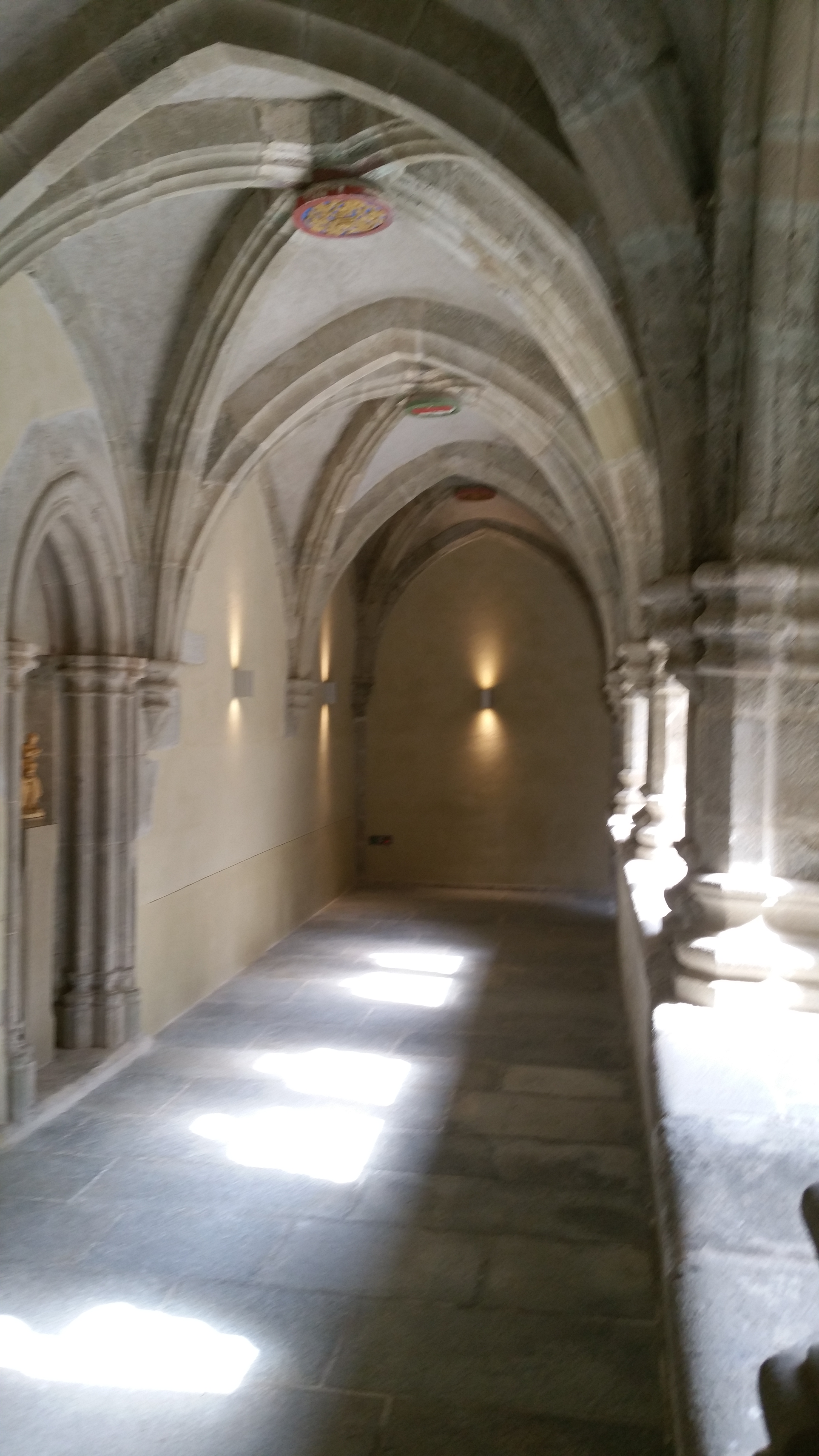
L'une des quatre galeries couvertes du petit cloître avec ses clefs de voûte.
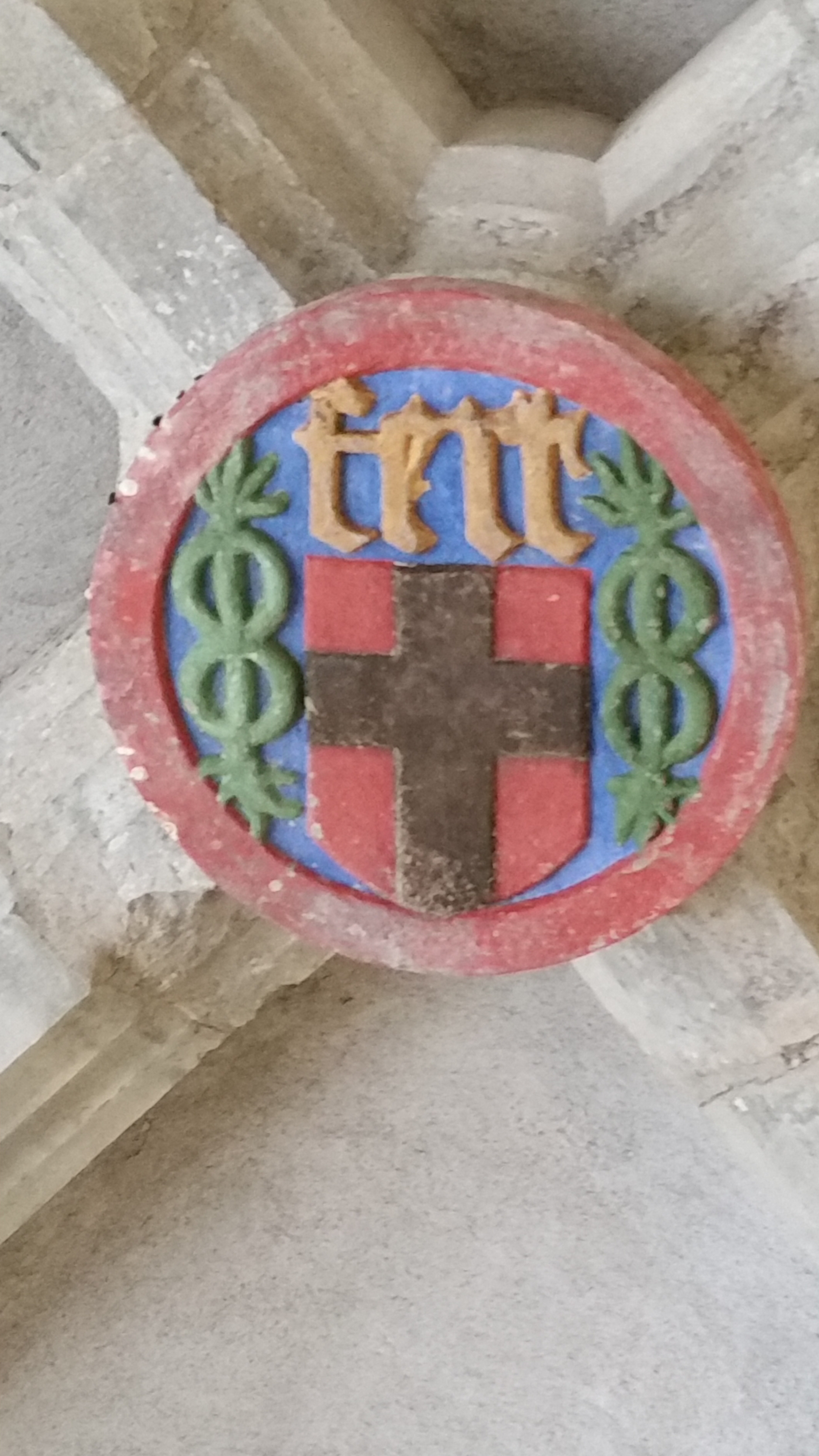
Clef de voûte évoquant la Maison de Savoie à l'origine de la construction du petit cloître.
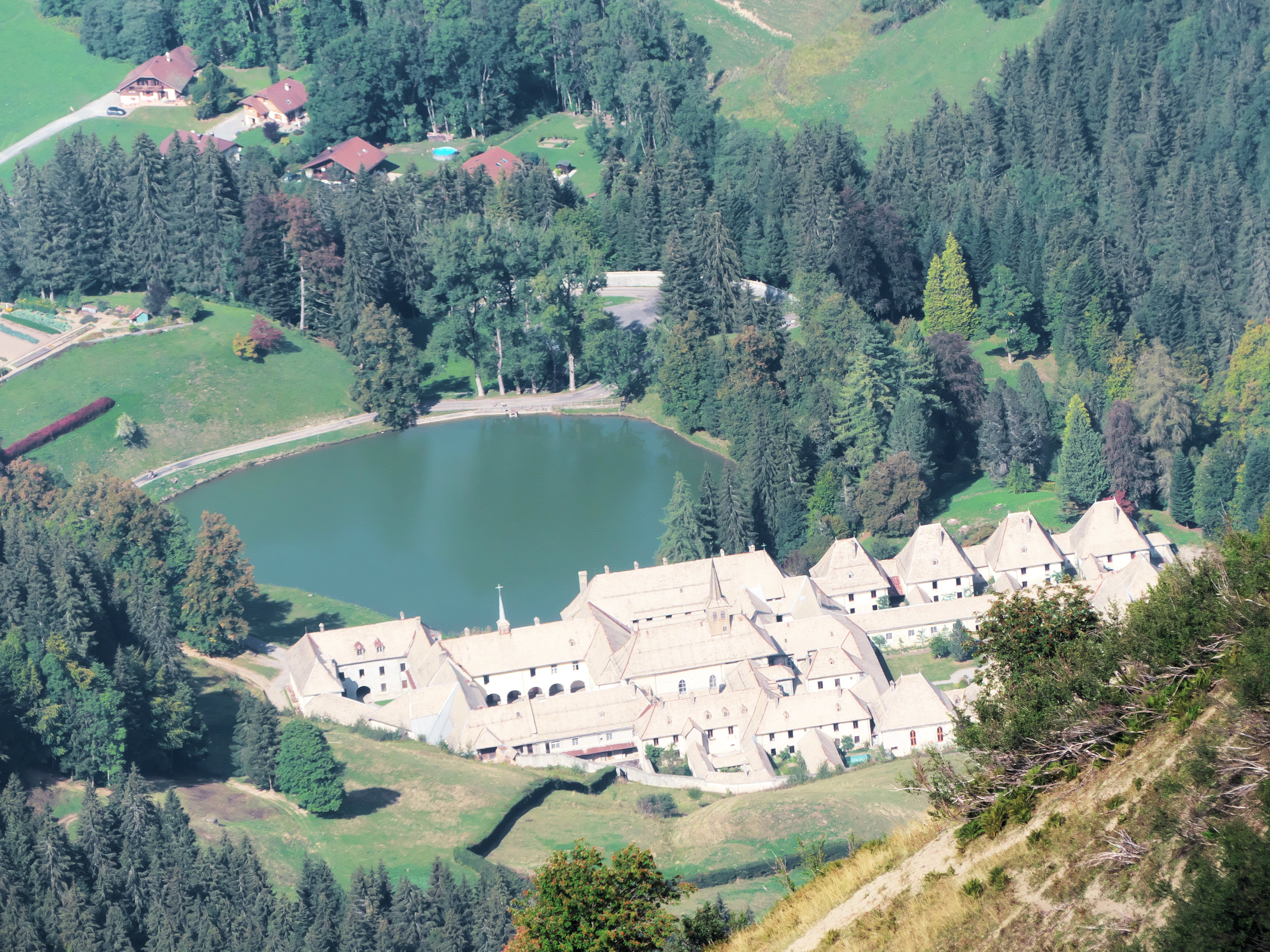
Surplomb de la Chartreuse aux environs de la Pointe d'Almet (altitude 2232 m)
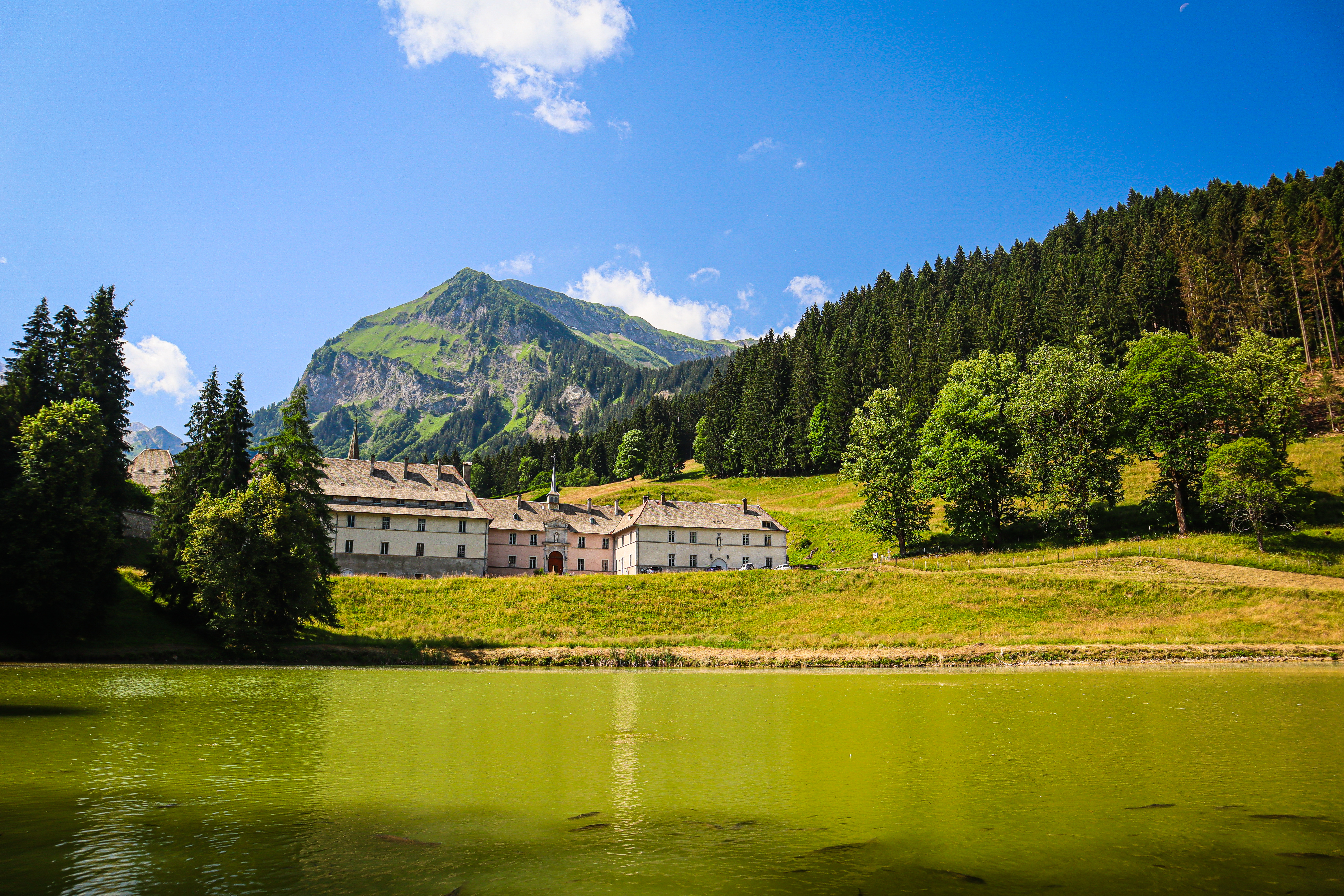
La Chartreuse du Reposoir vue depuis le lac avoisinant, 10 juillet 2023

## Personnalités

### Les prieurs du Reposoir (ca.1165-1793)
La chartreuse est soumise à l'autorité d'un prieur. L'abbé Jean Falconnet propose un catalogue sur les prieurs, accompagné de notices, dans son ouvrage (1895).
1792 : Invasion de la Savoie par les troupes révolutionnaires (« Histoire de la Savoie de 1792 à 1815 »).

### Première restauration (1846-1855)
La chartreuse est restaurée une première fois en 1846.

### Seconde restauration (1863-1901)
La chartreuse est restaurée une seconde fois en 1863 jusqu'à l'expulsion des Chartreux en 1901.

### Religieux
- Bienheureux Jean d'Espagne (1123-1160)
- Pierre, prieur, évêque de Grenoble (1237-1250)

### Régeste genevois(1866)
(section « Bibliographie »)

### La chartreuse du Reposoir au diocèse d'Annecy(1895)
(section « Bibliographie »)
1. ↑  Falconnet, 1895, p. 563 (lire en ligne sur Gallica).
2. 1 2  p. 565 (lire en ligne sur Gallica).
3. 1 2 3  p. 571 (lire en ligne sur Gallica).
4. 1 2  p. 572 (lire en ligne sur Gallica).
5. ↑  pp. 573-575 (lire en ligne sur Gallica).
6. ↑  p. 575 (lire en ligne sur Gallica).
7. 1 2 3  p. 576 (lire en ligne sur Gallica).
8. 1 2  p. 577 (lire en ligne sur Gallica).
9. 1 2  p. 578 (lire en ligne sur Gallica).
10. 1 2  p. 579 (lire en ligne sur Gallica).
11. ↑  p. 580 (lire en ligne sur Gallica).
12. ↑  p. 581 (lire en ligne sur Gallica).
13. 1 2 3 4  p. 582 (lire en ligne sur Gallica).
14. 1 2  p. 583 (lire en ligne sur Gallica).
15. ↑  p. 584 (lire en ligne sur Gallica).
16. 1 2 3  p. 585 (lire en ligne sur Gallica).
17. ↑  p. 587 (lire en ligne sur Gallica).
18. ↑  p. 588 (lire en ligne sur Gallica).
19. 1 2  p. 589 (lire en ligne sur Gallica).
20. 1 2 3 4 5  p. 590 (lire en ligne sur Gallica).
21. 1 2 3  p. 591 (lire en ligne sur Gallica).
22. 1 2  p. 592 (lire en ligne sur Gallica).
23. ↑  p. 593 (lire en ligne sur Gallica).
24. ↑  p. 594 (lire en ligne sur Gallica).
25. 1 2  p. 603 (lire en ligne sur Gallica).
26. 1 2  p. 604 (lire en ligne sur Gallica).
27. 1 2 3  p. 605 (lire en ligne sur Gallica).
28. 1 2  p. 606 (lire en ligne sur Gallica).
29. ↑  p. 607 (lire en ligne sur Gallica).
30. ↑  p. 608 (lire en ligne sur Gallica).
31. 1 2 3  p. 609 (lire en ligne sur Gallica).
32. 1 2 3 4  p. 610 (lire en ligne sur Gallica).
33. 1 2 3  p. 611 (lire en ligne sur Gallica).
34. 1 2  p. 616 (lire en ligne sur Gallica).
35. 1 2 3 4  p. 622 (lire en ligne sur Gallica).
36. 1 2 3  p. 623 (lire en ligne sur Gallica).
37. 1 2  pp. 624-625 (lire en ligne sur Gallica).
38. 1 2 3 4  pp. 626 (lire en ligne sur Gallica).
39. 1 2 3  pp. 627 (lire en ligne sur Gallica).
40. 1 2  pp. 628 (lire en ligne sur Gallica).

### Autres références
1. ↑  Régeste genevois, 1866, p. p. 120, notice no 329, Acte du 22 janvier 1151 (présentation en ligne).
2. ↑  Lydie Meyne, Histoire de Bellevaux : 1732-1790, Montmélian, La Fontaine de Siloé, 2009, 305 p. (ISBN 978-2-84206-439-6, lire en ligne), p. 30.
3. 1 2 3  Nicolas Carrier, La vie montagnarde en Faucigny à la fin du Moyen Âge : Économie et société (fin XIIIe début XIVe siècle), L'Harmattan, coll. « Logiques historiques », 2001, 620 p. (ISBN 978-2-7475-1592-4, lire en ligne), p. 29.
4. ↑  Faucigny, 1980, p. 288
5. ↑  Jean-Louis Grillet, Dictionnaire historique, littéraire et statistique des départements du Mont-Blanc et du Léman, Librairie J.F., Chambéry, Puthod, p. 311
6. ↑  Paul Guichonnet, Nouvelle encyclopédie de la Haute-Savoie : Hier et aujourd'hui, Montmélian, La Fontaine de Siloé, 2007, 399 p. (ISBN 978-2-84206-374-0, lire en ligne), p. 171.
7. ↑  Régeste genevois, 1866, p. p. 120, notice no 434, Acte du 21 octobre 1185 (présentation en ligne).
8. ↑  Article[réf. incomplète], Mémoires et documents de la Société d'histoire et d'archéologie de Genève, 1862, p. 17 & p. 21.
9. ↑  Jean-Louis Grillet, Dictionnaire historique, littéraire et statistique des départements du Mont-Blanc et du Léman, Librairie J.F. Puthod, Chambéry, 1807, p. 192.
10. ↑  Fiche communale sur Sabaudia.org
11. 1 2  Notice no PA00118422, sur la plateforme ouverte du patrimoine, base Mérimée, ministère français de la Culture.
12. 1 2 3 4  Dépliant remis aux visiteurs lors des journées du patrimoine 2018.
13. 1 2 3 4 5  Laurent Morand, Les Bauges : histoire et documents : Seigneurs ecclésiastiques (IIe volume), Chambéry, Imprimerie savoisienne, 1890, 618 p. (lire en ligne), p. 231-252.